# 清水一希
清水 一希（1990年4月24日—）是一位日本的男演员，他的身高173公分，血型B型，隶属于经纪公司FLIP UP。后来在特摄作品《海賊战队豪快者》作為电视演员出道，他的角色为「Don Dogoier／豪快綠」。
清水一希目前是NAKED BOYZ的成员之一。

## 出演

### 电视剧
- 海賊战队豪快者（2011年） - Don Dogoier／豪快綠[1]
- ATARU 第5話（2012年5月13日） - 蒲田新一
- 息もできない夏（2012年7月 - 9月） - 西川纯
- 靈異教師神眉（2014年10月11日 - 12月13日） - 山口晶 / 人太
- 動物戰隊獸王者（2016年） - Don Dogoier／豪快綠（客串）

### 电影
- 极道鲜师 THE MOVIE（2009年）
- 天装战队护星者VS真剑者 Epic on 银幕（2011年） - 豪快绿（声音演出）
- 豪快者 护星者 超级战队199英雄大决战（2011年） - Don Dogoier／豪快绿
- 海賊战队豪快者 The Movie 飞天幽灵船（2011年8月6日公开、东映） - Don Dogoier／豪快绿
- 海賊战队豪快者 VS 宇宙刑事卡邦 The Movie（2012年1月21日公开、东映） - Don Dogoier／豪快绿
- 假面骑士x超级战队 超级英雄大战（2012年4月21日公开、东映） - Don Dogoier／豪快绿
- 特命战队Go Busters VS 海賊战队豪快者 THE MOVIE（2013年1月19日公开、东映） - Don Dogoier／豪快绿

### DVD
- A DAY of one HERO（2011年11月）

### 舞台
- KEIKI〜夏目漱石推理帳帐（2008年）[2]
- 金色琴弦Stella Musical（2010年） - 绿川彗[3]
- 神☆ヴォイス〜Go!Go!Dreamers!!（2012年3月）

### 游戏
- スーパー戦隊バトル レンジャークロス（2011年） - 豪快绿（声音演出）[4]

## 作品

### 写真集
- GOLDEN LIBERTY(2012年2月、主婦と生活社)